# Bradley Joseph
Bradley Joseph, född 1965 i Bird Island, Minnesota, USA, är en amerikansk kompositör, arrangör och producent av modern instrumental musik. Hans kompositioner omfattar verk för orkester, kvartett och solopiano.
Joseph inledde sin musikaliska karriär 1983. Den grekiske kompositören Yanni anlitade honom för en turné 1989 efter att ha hört ett kassettband av Josephs kompositioner. Joseph har även samarbetet med Sheena Easton.

## Diskografi
- Hear The Masses 1994
- Rapture 1997
- Solo Journey 1999
- Christmas Around the World 2000
- One Deep Breath 2002
- The Journey Continues 2003
- Music Pets Love: While You Are Gone (2004-2008)
- For The Love Of It 2005
- Piano Love Songs 2006
- Hymns and Spiritual Songs 2007
- Classic Christmas 2008
- Suites & Sweets 2009
- Paint the SkyThe 2013